# Ренато Врбичић
Ренато Врбичић (Шибеник, 21. новембар 1970 — Шибеник, 12. јун 2018) био је хрватски ватерполо играч и тренер. На Летњим олимпијским играма 1996. године у Атланти са ватерполо репрезентацијом Хрватске освојио је сребрну медаљу.
Преминуо је изненада 12. јуна 2018. године у Шибенику од срчаног удара.

## Каријера
Започео је каријеру у Шибенику, у Соларису Шибеник. Касније је потписао са ВК Јадран из Сплита, а након тога за ХАВК Младост. Играо је и за ПВК Јадран из Херцег Новог, а 2002. године напустио је Хрватску и дошао у Италију где је играо за ВК Катанија и ВК Чивитавекија. Каријеру је завршио у ВК Шибеник.
Заједно са ватерполо репрезентацијом Хрватске освојио је сребрну медаљу на Летњим олимпијским играма 1996. године.
Проглашен је за најбољег ватерполисту Хрватске 1994. године.
Неколико година тренирао је млађе категорије ВК Шибеник, а 2015. године постао тренер сениорског тима Шибеника. Године 2016. постао је помоћни тренер ватерполо репрезентације Хрватске до 20 година.